# Archidium brevinerve
Archidium brevinerve är en bladmossart som beskrevs av Potier de la Varde 1933. Archidium brevinerve ingår i släktet Archidium och familjen Archidiaceae. Inga underarter finns listade i Catalogue of Life.